# Allen Park
Allen Park est une cité située dans l’État américain du Michigan, dans le comté de Wayne. C'est une banlieue de Détroit. Selon le recensement de 2000, sa population est de 29 376 habitants.

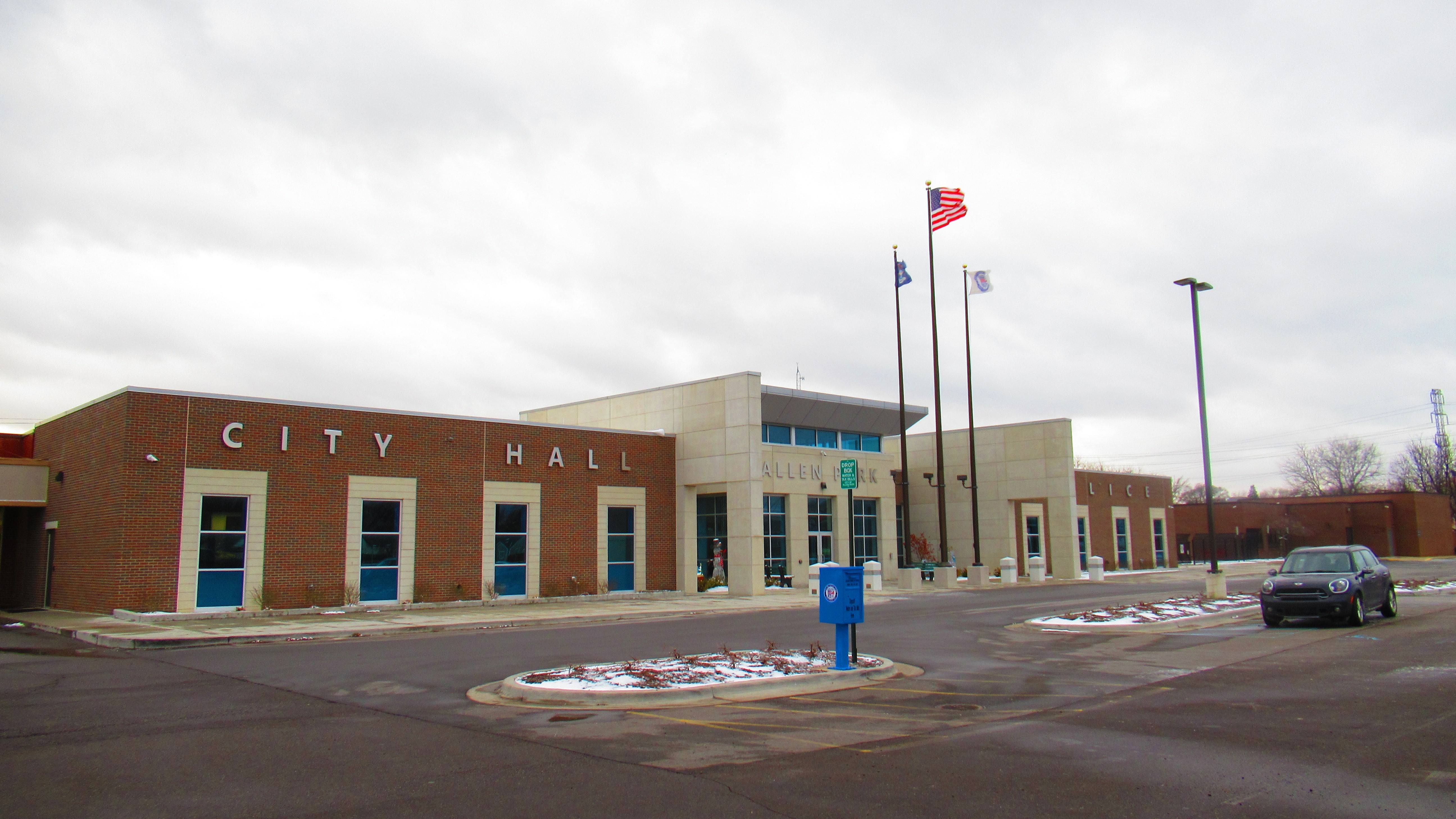
Hôtel de ville d"Allen Park

## Personnalités liées à la ville
- Richard Stevers (batterie) et Tom Harris (basse), batteur et bassiste de Frijid Pink.